# Ove Allansson
Ove Allansson, född 13 juni 1932 i Lidköping, död 9 januari 2016 i Göteborg, var en svensk författare och sjöman. 

## Biografi
Allansson växte upp i industrisamhället Kvänum i Västergötland, och arbetade där några år innan han gick till sjöss. Efter att ha fått noveller publicerade på 1960-talet i fackförbundstidningarna Metallarbetaren och Sjömannen kom debutromanen Resan till Honduras ut 1967. Debattromanen Ombordarna (1971) tog upp den dåliga arbetsmiljön i handelsflottan och ledde till riksdagsmotioner och en förbättring av hyttstandarden på svenska fartyg. 
Allansson publicerade cirka trettio böcker, många med sjöfartslivet och resor som tema. Hans egna erfarenheter av sjömanslivet vidareberättades i många skrönor. Han var socialt engagerad och en historieberättare med stor fantasi. Han räknas till de så kallade arbetarförfattarna, och har i en mängd böcker porträtterat det svenska sjöfolket. Han var intresserad av samfärdsel i alla former, resor, musik, främst jazz, och han skrev flera moderna sjömanssånger i samarbete med Anders Wällhed.
Ove Allanssons självbiografi (2012) fick titeln "Författare 'vill varenda jävel vara, då slipper dom arbeta!' : Självbiografisk berättelse med utflykter till andra författarskap". Han beskriver där sitt författarliv, medan uppväxten har återgetts i två romaner – "Kapten Orädd och jag" och "De haltande åren" – där huvudpersonen Willy Gustaf med stor exakthet är Ove själv men orten Kvänum kallas Slättum. Memoarerna blev ingalunda det sista han skrev, för han hade därefter uppdrag som redaktör samt fortskred i sitt novell- och artikelskrivande. Han var aktiv in i sista dygnet. Avskedet i Palmhuset och Trädgårdsföreningen i Göteborg hade åtskilliga talare, såväl vid kistan som i samkvämet därefter. Boken "Allans blandning : resor, arbete – land och sjö" utgavs postumt med efterleverskan Sonja Allansson som korrekturläsare.

### Skönlitteratur
- Resan till Honduras. Stockholm: Rabén & Sjögren. 1967. Libris 804981
- Vintramp : mest en hamnroman. Stockholm: Rabén & Sjögren. 1968. Libris 804998
- Oståkaren : en berättelse från kanaldistrikten. Stockholm: Rabén & Sjögren. 1969. Libris 804938
- Värmen. Stockholm: Rabén & Sjögren. 1970. Libris 804994
- Ombordarna. Göteborg: Författarförl. 1971. Libris 804924
- Berättelser från sjön. Trend pocket, 99-0106035-4. Stockholm: Rabén & Sjögren. 1973. Libris 7232577. ISBN 91-29-40125-9
- Pojken som lovade rädda Sveriges järnvägar. Stockholm: Rabén & Sjögren. 1973. Libris 7232815. ISBN 91-29-41807-0
- Här seglar Manfred Nilsson. Stockholm: Rabén & Sjögren. 1975. Libris 7233390. ISBN 91-29-45203-1
- Zeppelinaren eller Gustav Anderssons äventyr som luftskeppsmatros. Stockholm: Författarförl. 1976. Libris 7596016. ISBN 91-7054-192-2
- Svarvarns första sommar. Stockholm: Rabén & Sjögren. 1977. Libris 7234102. ISBN 91-29-50251-9
- Styckegods. Trend pocket, 99-0106035-4. Stockholm: Rabén & Sjögren. 1978. Libris 7234248. ISBN 91-29-51213-1
- Ivarsson, Finland och tumlaren Tom & andra noveller. Farsta: Barrikaden. 1979. Libris 7747888. ISBN 91-85328-47-2
- Containerbröderna. Stockholm: Rabén & Sjögren. 1979. Libris 7234672. ISBN 91-29-53942-0
- New York blues. Stockholm: Rabén & Sjögren. 1981. Libris 7235074. ISBN 91-29-55257-5
- En sjöman åker Vasaloppet. Stockholm: Rabén & Sjögren. 1983. Libris 7235355. ISBN 91-29-56131-0
- Spökmatrosens sånger : berättelser (ordnade i korta rader), visor och ballader. Skriven tillsammans med Anders Wällhed. Göteborg: Tre böcker. 1985. Libris 7748947. ISBN 91-85414-36-0 13 spökmatrosdikter finns i Anders Wällheds pocketbok Hemmahamn: dikter i urval 1985- 2003. Göteborg: Tre böcker 2003
- Gud är amerikan : karibisk berättelse. Stockholm: Rabén & Sjögren. 1987. Libris 7236090. ISBN 91-29-58211-3
- Frigossen och berättelserna. Stockholm: Rabén & Sjögren. 1988. Libris 7236397. ISBN 91-29-59217-8
- Sjöklart : noveller. Stockholm: Rabén & Sjögren. 1989. Libris 7236494. ISBN 91-29-59331-X
- I överrockens kölvatten. Stockholm: Rabén & Sjögren. 1990. Libris 7236890. ISBN 91-29-61526-7
- Den sorgsne trubaduren från Fogo och andra berättelser. Stockholm: Rabén & Sjögren. 1992. Libris 7237019. ISBN 91-29-61690-5
- Det kommer alltid en måndag : roman. Stockholm: Rabén Prisma. 1994. Libris 7407899. ISBN 91-518-2626-7
- Sydvart : berättelser från hav och hamn. Göteborg: Tre böcker. 1995. Libris 7592928. ISBN 91-7029-169-1
- Hongkong blues. Stockholm: Rabén Prisma. 1997. Libris 7408334. ISBN 91-518-3177-5[8]
- ”Stilla havet”. 13 resor värre / redaktörer: Stig Holmqvist, Anders Mathlein (Stockholm : Carlsson, 1997):  sid. 19-36. 1997. Libris 2639526
- Frysarns värme. Veckans bok, 99-2660227-4 ; 98:4. Sollentuna: Högman. 1998. Libris 7778710. ISBN 91-89222-04-0
- Kapten Orädd och jag. Stockholm: Rabén Prisma. 1998. Libris 7408456. ISBN 91-518-3361-1
- De haltande åren. Stockholm: Prisma. 2001. Libris 7408851. ISBN 91-518-3858-3
- Ängeln Sonja, Rubbe, akterseglad Martinson och andra sjömän. Sollentuna: ABF. 2001. Libris 8365399. ISBN 91-631-1569-7
- Sjöbröder : berättelser från hav och hamn. Göteborg: Tre böcker. 2002. Libris 8429152. ISBN 91-7029-479-8
- Horisontdragning : reseberättelser. Stockholm: Prisma. 2003. Libris 9059289. ISBN 91-518-4189-4
- De kosmiska havens bokanjärer. Stockholm: Prisma. 2005. Libris 9709940. ISBN 91-518-4440-0
- Sjöliv : dikter och kortprosa. Göteborg: Tre Böcker. 2006. Libris 10147811. ISBN 91-7029-609-X
- Blues för Maria. Stockholm: Norstedt. 2008. Libris 10588514. ISBN 978-91-1-301841-6
- Myteristen : arbete och äventyr till sjöss  : novellsamling. Göteborg: Tre böcker. 2011. Libris 12161600. ISBN 978-91-7029-704-5
- Författare "vill varenda jävel vara, då slipper dom arbeta!" : självbiografisk berättelse med utflykter till andra författarskap. Göteborg: Tre böcker. 2012. Libris 13500993. ISBN 978-91-7029-724-3
- Allans blandning : resor, arbete - land och sjö. Göteborg: Tre böcker. 2016. Libris 19667120. ISBN 978-91-7029-764-9

### Verk illustrerade av Stefan F. Lindberg
- Med Peter till sjöss / Ove Allansson, Stefan F. Lindberg. Lättläst för vuxna. Stockholm: Författarförl. 1981. Libris 7596155. ISBN 91-7054-356-9
- Sjömän / Ove Allansson, Stefan F. Lindberg. Stockholm: Rabén & Sjögren. 1984. Libris 7235565. ISBN 91-29-56753-X
- Sjömän II / Stefan F. Lindberg ; med texter av Ove Allansson, Lennart Johnsson och Anders Lindström. Göteborg: Breakwater Publishing. 2013. Libris 14932550. ISBN 978-91-86687-24-3
- Seafarers / Stefan F Lindberg ; with texts by Ove Allansson, Stephen Cotton and Lennart Johnsson. Göteborg: Breakwater Publishing. 2014. Libris 16933138. ISBN 978-91-86687-27-4

### Redigerat
- Till havs. Rallarros, 0346-2757 ; 52/53. Ekerö. 1984. Libris 7751284. ISBN 91-85650-28-5 - Redaktion tillsammans med Per Helge.
- Jösse Skåning (1987). Good bye La Paloma / Jösse Skåning, pseud. för Nils Martin Jönsson ; med bilder av Torsten Billman. Ekerö: Rallarros. Libris 7751298. ISBN 91-85650-42-0
- Dikt babord : berättelser ur Sjömannen. Göteborg: Tre böcker. 1992. Libris 7592846. ISBN 91-7029-084-9
- Sjölivets berättare : en refererande och citerande översikt. Göteborg: Tre Böcker. 2009. Libris 11573838. ISBN 978-91-7029-666-6 (inb.)

## Diskografi
- Ljusberg, Ewert (sång): Spökmatrosens sånger - tonsättning: Karl Ove Karlsson ; samtliga sånger och dikter är skrivna av Anders Wällhed och Ove Allansson. Round up, 1985. Libris
- Musikgruppen KAL: Havets aktörer : och andra visor i satellitnavigeringens tid - Musikgruppen KAL sjunger egna tonsättningar ; text: Ove Allansson och Anders Wällhed, Anders ; musik: Musikgruppen KAL. Artist Respons, 1987. Svensk mediedatabas
- Musikgruppen KAL: Gamla och nya sjömanssånger - text: Ove Allansson och Anders Wällhed...; musik: Musikgruppen KAL... Liphone, 1992. Libris Innehåller Havets aktörer och Vi som på havet vida ... (Text till Havets aktörer finns i Anders Wällheds pocketbok Hemmahamn. Dikter i urval 1985- 2003. Göteborg: Tre böcker 2003.)

## Priser och utmärkelser
- 1968 – Eckersteinska litteraturpriset
- 1969 – Litteraturfrämjandets stipendiat
- 1971 – Litteraturfrämjandets stipendiat
- 1972 – Tidningen Vi:s litteraturpris
- 1984 – Beskowska resestipendiet
- 1988 – Ivar Lo-priset
- 1992 – Stiftelsen SEKO sjöfolks kulturstipendiefonds kulturpris
- 2003 – Ivar Lo-Johanssons personliga pris
- 2008 – Stig Sjödinpriset